# Abraham Simuel
Abraham Simuel fue un rabino, teólogo, filósofo y médico judío del siglo XV, conocido por haber llenado la sinagoga de cristianos viejos.

## Biografía
Se desconoce la fecha de su nacimiento, y se tienen sus primeras noticias en los años 1470, cuando los cristianos viejos de Cuéllar, entre los que se encontraban la tía de Beltrán de la Cueva, duque de Alburquerque y valido de Enrique IV de Castilla, o Diego de Alba, corregidor de la villa y otros caballeros principales, acudían a la sinagoga a escuchar sus sermones filosóficos acerca de Santo Tomás de Aquino y otros temas.
Se sabe que era el médico y físico particular de Beltrán de la Cueva, duque de Alburquerque. Fue íntimo amigo de Isaac Ben Yehuda, rabino portugués afincado en Castilla, y es de suponer que también lo fuera del rabino segoviano Abraham Senior.